# Шилсдорф
Шилсдорф (њем. Schillsdorf) општина је у њемачкој савезној држави Шлезвиг-Холштајн. Једно је од 84 општинска средишта округа Плен. Према процјени из 2010. у општини је живјело 865 становника. Посједује регионалну шифру (AGS) 1057071.

## Географски и демографски подаци
Шилсдорф се налази у савезној држави Шлезвиг-Холштајн у округу Плен. Општина се налази на надморској висини од 42 метра. Површина општине износи 26,5 km². У самом мјесту је, према процјени из 2010. године, живјело 865 становника. Просјечна густина становништва износи 33 становника/km².